# نجم Am
نجم Am (بالإنجليزية: Am Star أو نجم خط معدني metallic-line star ) هو نوع من النجوم الغريب، لها تصنيف طيفي من نوع غريب ، فهو من نوع الطيف A ولكن طيفه يحوي على خط طيف امتصاص لمعدن مثل الزنك وسترونتيوم أو زركونيوم أو الباريوم وفي نفس الوقت يكون فقيرا في الكالسيوم وسكانديوم. تلك النسب غير المعهودة في النجوم ترجع إلى أن بعض العناصر الكيميائية التي تمتص الضوء بشدة تدفع إلى السطح، بينما تهبط عناصر أخرى من السطح إلى باطن النجم تحت تأثير الجاذبية. يظهر هذا التأثير عندما يكون دوران النجم حول محوره بطيئا.
في العادة يدور النجم حول محوره سريعا. ونجد معظم النجوم من نوع نجم Am في أنظمة النجوم الثنائية فيكون دوران النجم حول محوره بطيئا تحت فعل قوي المد والجزر،  لأن المد والجزر الذي يحدث للنجم بسبب رفيقه تقلل من سرعة دورانه حول محوره.
النجم المعروف بتلك بخاصية الخط المعدني في طيفهِ هو الشعرى اليمانية. وتأتي تلك القائمة بعدد من النجوم ذات خط طيف Am، وتبدأ القائمة بأشد قدر ظاهري وتنتهي بأضعفها .
| الإسم                | التسمية طبقا " لباير"     | قدر ظاهري |
| -------------------- | ------------------------- | --------- |
| الشعرى اليمانية A    | α Canis Majoris A         | −1.47     |
| رأس التوأم المقدم Ba | α Geminorum Ba            | 2.96      |
|                      | α Volantis                | 4.00      |
| الزوبنة A            | الزبانى (نجم)             | 4.26      |
| القرحة               | القرحة (نجم)              | 4.29      |
|                      | [[θ1 Crucis\|θ1 Crucis]] ‏ | 4.30      |
|                      | 2 Ursae Majoris           | 5.46      |
|                      | [[τ3 Gruis\|τ3 Gruis]] ‏   | 5.72      |
|                      | WW Aurigae                | 5.82      |

## اقرأ أيضا
- دلتا وحيد القرن
- نجم إيه بي
- نجم قبل النسق الأساسي
- تصنيف نجمي
- تصنيف الطيف